# Imunodeficiência comum variável
A imunodeficiência comum variável é uma síndrome incompletamente definida caracterizada por uma formação prejudicada de anticorpos. Os pacientes apresentam redução dos níveis séricos de IgG e IgA, e, em metade dos casos, a IgM apresenta também menores concentrações.  Há inabilidade em produzir anticorpos específicos após vacinação ou exposição antigênica. É uma das imunodeficiências primárias mais freqüentes, com uma prevalência estimada de 1 em 10000 casos a 1 em 50000 casos, afetando igualmente o sexo masculino e o feminino, com uma idade de apresentação na segunda ou terceira década de vida. A maioria dos casos de ICV é esporádica, mas, pelo menos 10% são familiares, com a predominância da herança autossômica dominante ou recessiva. [carece de fontes?]

## Sintomas
Um dos principais sintomas dessa síndrome é o aparecimento de infecções por fungos, protozoários e microrganismos intracelulares, tais como os vírus e micobactérias. Infecções cutâneas profundas, abcessos e osteomielites são freqüentemente observados em pacientes com defeitos da fagocitose. Há também uma chance de quem tiver a doença ser suscetível a uma doença autoimune ou mesmo câncer.[carece de fontes?]

## Diagnóstico
O diagnóstico é estabelecido pelos níveis baixos de IgG e IgA, geralmente acompanhados de valores baixos de IgM, com resposta prejudicada de formação de anticorpos.

## Tratamento
O tratamento consiste em “substituir” esses anticorpos no corpo. Este tratamento é chamado “terapia de imunoglobulina” e pode ser administrado por via intravenosa ou por via subcutânea. Este tratamento não é uma cura, os pacientes precisam de receber regularmente esta terapia para fortalecer o seu sistema imunológico.